# 聖喬治岩

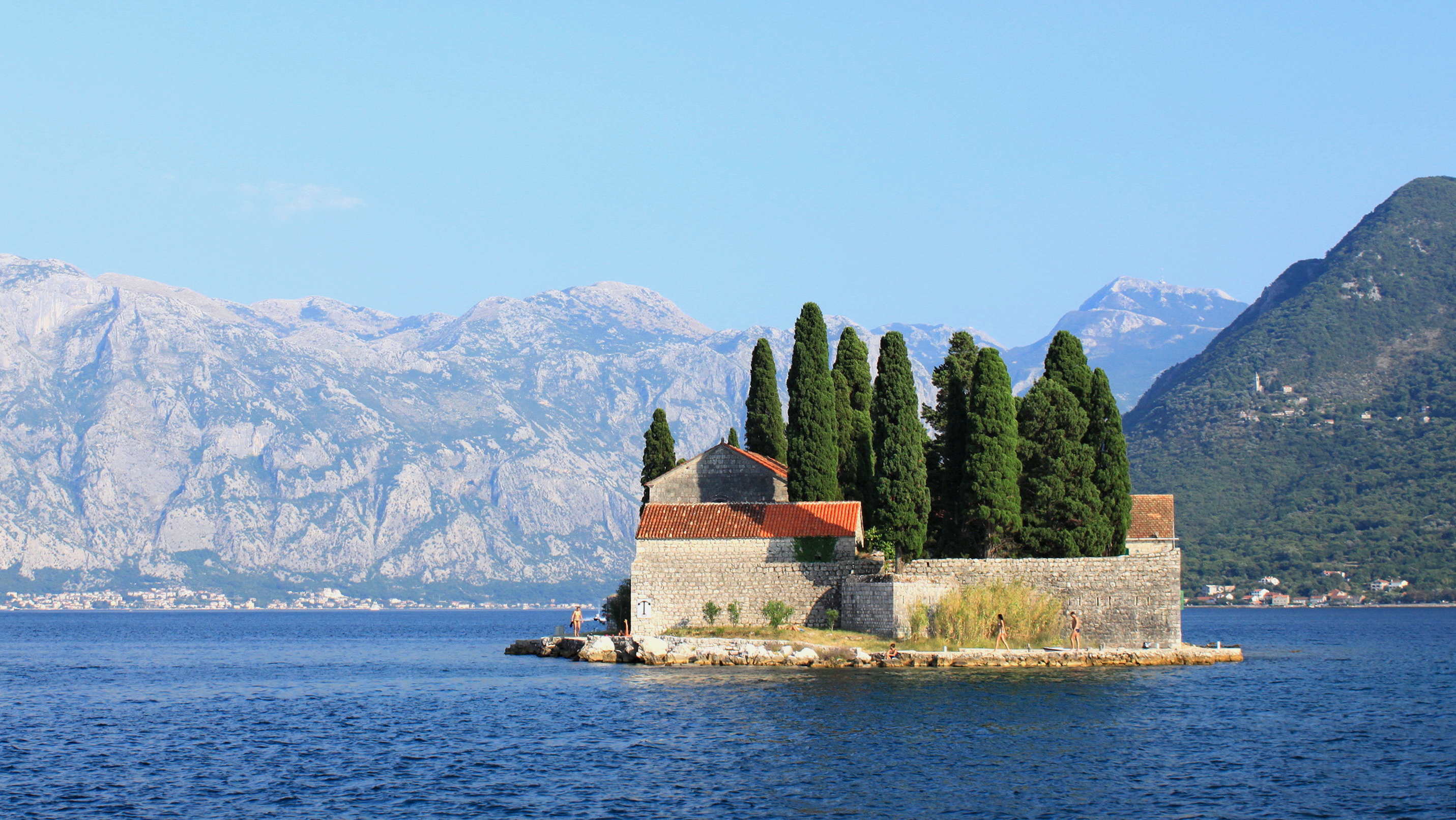
聖喬治岩

聖喬治岩（Ostrvo Sveti Đorđe）是蒙特內哥羅科托爾灣內佩拉斯特海域的兩座岩礁之一（另外一座是聖母岩）。在1813年10月14日的卡塔羅之戰中，該島曾發生小規模的軍事衝突。島上的本笃会聖喬治修道院興建於12世紀。
42°29′10″N 18°41′28″E / 42.486°N 18.691°E